# Mesochorus rivanus
Mesochorus rivanus là một loài tò vò trong họ Ichneumonidae.